# Euphumosia abbreviata
Euphumosia abbreviata är en tvåvingeart som beskrevs av Paramonov 1961. Euphumosia abbreviata ingår i släktet Euphumosia och familjen spyflugor. Inga underarter finns listade i Catalogue of Life.